# گیوم لپین
گیوم لپین (انگلیسی: Guillaume Lépine؛ زادهٔ ۱۹ ژانویهٔ ۱۹۸۵) بازیکن فوتبال اهل فرانسه است.